# Lava Beds National Monument

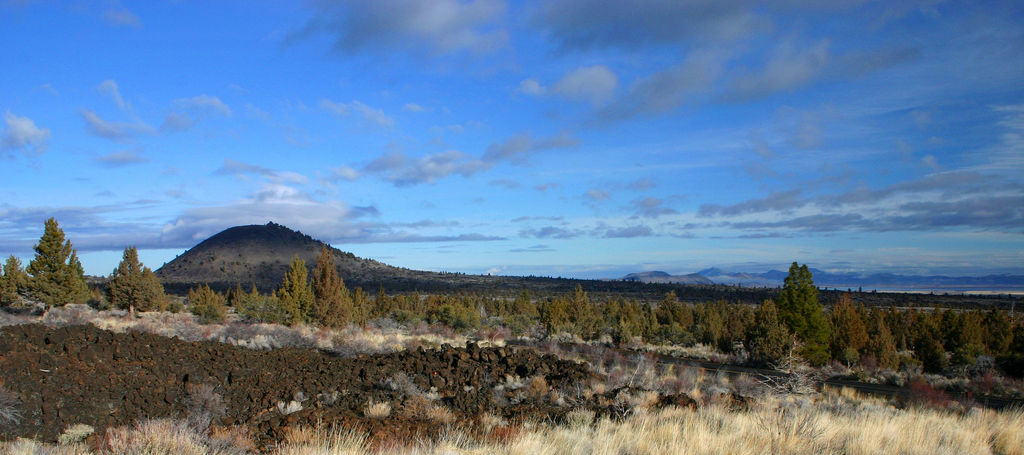
Schonchin Butte, een sintelkegel in het Lava Beds National Monument.

Lava Beds National Monument is een nationaal monument in het noordoosten van de Amerikaanse staat Californië. Het natuurgebied omvat de noordoostelijke flank van de Medicine Lake Volcano, een uitgestrekte schildvulkaan in de Cascade Range, in de county's Siskiyou en Modoc. Het ligt op het kruispunt tussen verschillende geomorfologische provincies, namelijk Sierra-Klamath, Cascade en het Grote Bekken.
Het Lava Beds National Monument werd in 1925 opgericht en wordt door de National Park Service beheerd. Het is bijna 19.000 hectare groot, waarvan 11.520 hectare wildernisgebied is. In 2012 werd het park bezocht door zo'n 180.000 mensen. Bezoekers komen er om lavatunnels te bezichtigen, om er door het landschap te wandelen, voor de typische fauna en flora of om de archeologische site Petroglyph Point of de slagvelden van de Modoc-oorlog te zien.